# A5-ös autópálya (Németország)
Az A5 (németül: Bundesautobahn 5, vagy röviden BAB 5) észak–déli irányú autópálya Németországban. Hossza 442 km.

## Útja
Frankfurt–Darmstadt–Heidelberg–Karlsruhe–Freiburg–